# 阿尔贝托·奥兰多
阿尔贝托·奥兰多（義大利語：Alberto Orlando，1938年9月27日—），男，意大利足球运动员。他曾当选1964-1965赛季意甲联赛最佳射手。